# Огурцов, Александр Павлович
Алекса́ндр Па́влович Огурцо́в (14 сентября 1936, Москва — 8 мая 2014, там же) — советский и российский учёный-философ и культуролог. Доктор философских наук (1991), профессор. Лауреат Государственной премии (2003) — за НФЭ. Один из авторов «Философской энциклопедии», Большой Российской энциклопедии и «Новой философской энциклопедии».

## Биография
В 1958 году окончил философский факультет МГУ имени М. В. Ломоносова.
С 1964 по 1967 год работал научным консультантом в редакции журнала «Вопросы философии», затем в Институте международного рабочего движения (ИМРД) АН СССР. В 1967 году защитил кандидатскую диссертацию «Отчуждение, рефлексия, практика».
В 1968 году был исключён из КПСС за письмо в защиту политических заключённых (А. Гинзбурга, Ю. Галанскова и др.) и уволен из ИМРД.
С 1969 по 1971 год был младшим научным сотрудником в Советской социологической ассоциации, затем — в Институте конкретных социальных исследований в группе по истории социологии. С 1971 по 1988 год — старший научный сотрудник Института истории естествознания и техники АН СССР.
С 1988 года — в Институте философии АН СССР (РАН): старший, затем ведущий научный сотрудник, с 1992 — заведующий лабораторией «Аксиология познания и этика науки». Защитил докторскую диссертацию «Дисциплинарная структура науки» (1991, ИФАН). С 1994 года — руководитель Центра методологии междисциплинарных исследований Института философии РАН. В 1994—1997 годах одновременно заведовал отделом философии в Российском гуманитарном научном фонде.
Лауреат премии ИФ РАН, награждён медалью ИФАН «За вклад в развитие философии».
Был женат на философе С. С. Неретиной. От предыдущих браков есть сын (род. 1962) и дочь (род. 1972).

## Научная деятельность
Автор 7 монографий и более 200 статей. Перевёл ряд работ Э. Гуссерля.
Автор и соавтор ряда статей «Философской энциклопедии», в издании которой принимал участие. Учёный секретарь научно-редакционного совета и автор «Новой философской энциклопедии» в четырёх томах (М., 2000—2001).
Входил в состав редакционных коллегий журналов «Вопросы философии», «Эпистемология и философия науки», «Человек», «Личность. Культура. Общество», «Вестник РГНФ»; шеф-редактор журнала «VOX», член редакционного совета журнала «Идеи и идеалы».

## Основные работы
- Кедров Б. М., Огурцов А. П. Марксистская концепция истории естествознания XIX в. — М., 1978.
- Кедров Б. М., Огурцов А. П. Марксистская концепция истории естествознания. Первая четверть XX в. — М., 1985.
- Дисциплинарная структура науки. Ее генезис и обоснование. М., 1988.
- Философия науки эпохи Просвещения. Архивная копия от 26 сентября 2020 на Wayback Machine — М., 1993. — 213 с.
- От натурфилософии к теории науки. М., 1995.
- Философия природы: коэволюционная стратегия. М., 1995 (в соавторстве с Р.С. Карпинской и И.К. Лисеевым).
- Отечественная философия науки: предварительные итоги. М., 1997 (в соавторстве с Е.А. Мамчур и Н.Ф. Овчинниковым).
- Время культуры. СПб., 2000 (в соавторстве с С.С.Неретиной).
- Образы образования. Западная философия образования. XX век. М., 2004 (в соавторстве с В.В. Платоновым).
- Пути к универсалиям. СПб., 2006 (в соавторстве с С.С. Неретиной).
- Реабилитация вещи .СПб., 2010 (в соавторстве с С.С. Неретиной).
- Концепты политической культуры. М., 2011 (в соавторстве с С.С. Неретиной).
- Философия науки: двадцатый век. Концепции и проблемы. В 3-х томах. СПб., 2011 (т. I. Философия науки: исследовательские программы. Т. II. Философия науки: наука в социокультурной системе. Т. III. Философия науки и историография).
- Онтология процесса. М., 2014 (в соавторстве с С.С. Неретиной).
- Апории дискурса. М. 2017 (в соавторстве с С.С. Неретиной, Н.Н. Мурзиным, К.А. Павловым).